# 西海国立公園九十九島動植物園
西海国立公園九十九島動植物園（さいかいこくりつこうえんくじゅうくしまどうしょくぶつえん）は、長崎県佐世保市にある市営の動物園・植物園である。以前は近くにある山・石岳（197m）から石岳動植物園という愛称で親しまれていた。
2011年（平成23年）4月1日に佐世保市亜熱帯動植物園（させぼしあねったいどうしょくぶつえん）から園名が変更された。また、2011年（平成23年）7月17日に公募による愛称が森きらら（もりきらら）に決定した。

## 概要
佐世保市の中心部西側、九十九島を眼下に望む高台にあり、面積は83,191m2。現在、動物はライオン、キリン、レッサーパンダなど251点、植物は熱帯植物やバラなど21,000点を有する。
新施設「ペンギン館」では、日本最大の天井水槽や深さ4メートルの深水槽、ペンギンの足裏を見ることができる日本初の極浅水槽などペンギンの魅力を余すことなく楽しめる。

## 施設情報
- 住所 佐世保市船越町2172番地
- 開園時間 午前9時～午後5時00分（最終入園午後4時30分）
- 休園日 なし
- 利用料金　
  - 大人（高校生以上） 830円
  - 4歳以上中学生以下 210円
  - 3歳以下 無料

## 歴史
- 1958年（昭和33年）4月：着工。旧日本海軍施設部工員宿舎敷地跡。
- 1961年（昭和36年）5月25日：開園。長崎、佐賀両県下初の本格的動植物園施設として人気を集める。
- 2010年（平成22年）7月24日：開園当初からの通算入園者数が1000万人を突破。
- 2014年（平成26年）1月02日：新施設「ペンギン館」がオープン。アメリカビーバーの展示開始。
- 2014年（平成26年）3月：3年ぶりにキリンの展示を開始。5月28日、ツシマヤマネコの繁殖に成功したと発表[3]。
- 2023年（令和05年）1月30日：2021年2月に出産したシロテテナガザルの子供の父親がアジルテナガザルであることが判明したと発表（後述）[4]。

## アクセス
- 公共交通機関 JR佐世保駅前から西肥バス（させぼバスが担当）で「動植物園経由下船越」または「展海峰経由九十九島観光公園」行きで約30分、「九十九島動植物園前」バス停下車すぐ
- 自家用車 西九州自動車道佐世保中央ICから県道またはSSKバイパス経由で10分、同佐世保みなとICから県道またはSSKバイパス経由で15分

## 備考

### シロテテナガザルの出産
近親交配や別種類のサルとの雑交配防止並びに他の動物園にいる同種のサルとの繁殖を行う目的で檻（展示場）で単独飼育していた雌のシロテテナガザルが2021年2月に突如子供を出産した。この出産について、九十九島動植物園では2022年8月に京都大学にDNA型鑑定を依頼した結果、隣接する檻（寝室）で飼育しているアジルテナガザルが父親であることが判明したと2023年1月30日に発表した。
シロテテナガザルとアジルテナガザルは時間帯別に展示場と寝室を入れ替える形で出しているため、直接接する機会はないが、寝室と展示場の間はパンチングボードで仕切られており、直径約9ミリの穴が無数にあったことから、九十九島動植物園はパンチングボードの穴を介して交尾したことが考えられるとしている。

## 関連事項
- 日本の植物園一覧
- 九十九島パールシーリゾート（海きらら）